# Consultorio familiare
Il consultorio familiare, in Italia, è una tipologia di struttura socio - sanitaria istituita con la legge 405 del 29 luglio 1975 (Istituzione dei consultori familiari) allo scopo di intervenire in sostegno alla famiglia o al singolo che vi faccia ricorso. Contemporaneamente fu soppressa l'Opera nazionale maternità e infanzia.
Esso è un servizio gestito ed organizzato dalle regioni italiane, fornito istituzionalmente dalle ASL alla quale compete l'organizzazione finanziaria e gestionale, rientrante nelle prestazioni del Servizio sanitario nazionale.

## Funzioni e scopo
La legge del 29 luglio 1975, n. 405 che istituisce i consultori familiari, stabilisce che il "servizio di assistenza alla famiglia e alla maternità" ha come scopo:
- l'assistenza psicologica e sociale per la preparazione alla maternità ed alla paternità responsabile e per i problemi della coppia e della famiglia, anche in ordine alla problematica minorile;
- la somministrazione dei mezzi necessari per conseguire le finalità liberamente scelte dalla coppia e da singolo in ordine alla procreazione responsabile nel rispetto delle convinzioni etiche e dell'integrità fisica degli utenti;
- la tutela della salute della donna e del prodotto del concepimento;
- la divulgazione delle informazioni idonee a promuovere ovvero a prevenire la gravidanza consigliando i metodi ed i farmaci adatti a ciascun caso;

Inoltre la Legge del 19 febbraio 2004, n. 40 in materia di procreazione medicalmente assistita, ha aggiunto come scopi: 
- l'informazione e l'assistenza riguardo ai problemi della sterilità e della infertilità umana, nonché alle tecniche di procreazione medicalmente assistita;
- l'informazione sulle procedure per l'adozione e l'affidamento familiare.

Quest'ultimo scopo, essendo un intervento sociale, non rientra propriamente fra i servizi sanitari e sociosanitari gestiti dalle ASL, conseguentemente è realizzato d'intesa con i Comuni , che gestiscono le procedure per l'adozione e l'affidamento familiare in quanto titolari degli interventi e dei servizi sociali.
Il consultorio familiare assume inoltre un ruolo centrale nell'ambito della tutela sociale della maternità e dell'interruzione volontaria della gravidanza, infatti la Legge del 22 maggio 1978, n. 194  stabilisce che essi, oltre ai predetti compiti istituzionali, assistono la donna in stato di gravidanza:
- informando sui diritti a lei spettanti in base alla legislazione statale e regionale e sui servizi sociali, sanitari e assistenziali concretamente offerti dalle strutture operanti nel territorio;
- informando sulle modalità idonee a ottenere il rispetto delle norme della legislazione sul lavoro a tutela della gestante;
- attuando direttamente o proponendo all'ente locale competente o alle strutture sociali operanti nel territorio speciali interventi, quando la gravidanza o la maternità creino problemi per risolvere i quali risultino inadeguati i normali interventi consultivi;
- contribuendo a far superare le cause che potrebbero indurre la donna all'interruzione della gravidanza.

I Consultori familiari possono avere ulteriori scopi, individuati sulla base dei bisogni sanitari e sociosanitari del territorio, per realizzare i quali possono collaborare con enti pubblici e organizzazioni private nonché con associazioni di volontariato o singoli operatori volontari.

## Figure professionali
Per lo svolgimento dei molteplici compiti previsti dalle normative vigenti, nel consultorio familiare operano diverse figure professionali dell'area sanitaria, sociale ed educativa, che possono variare in base ai bisogni specifici del territorio:
- assistente sanitario;
- assistente sociale;
- dirigente di comunità (tecnico esperto in puericultura ed economia domestica familiare);[7]
- educatore;
- medico ginecologo;
- infermiere e/o infermiere pediatrico;
- ostetrico;
- psicologo;
- puericultore.

## Articolazione territoriale
Le funzioni istituzionali rendono il Consultorio una struttura abbastanza flessibile ed adattabile alle esigenze territoriali, in alcune regioni infatti è organizzato in dipartimenti specializzati nell'erogare assistenza sociosanitaria rispondente a specifici bisogni, è il caso dei servizi consultoriali per la prima infanzia, gli adolescenti o la violenza.
Per i servizi consultoriali con finalità di prevenzione, promozione ed educazione per la salute si accede al consultorio liberamente, quindi senza la prescrizione del medico di medicina generale.
A titolo di esempio vengono qui elencate alcune delle principali aree di intervento:
- informazioni e consulenze per la procreazione responsabile;
- prescrizione contraccettivi orali e applicazione contraccettivi meccanici;
- consulenza psicologica e sessuale;
- informazione per la prevenzione dei rischi e per il controllo della gravidanza a rischio;
- consulenze sull'interruzione volontaria di gravidanza (IVG);
- corsi di preparazione alla nascita;
- informazione e formazione in materia di puericultura e economia domestica familiare, con particolare riguardo alle vaccinazioni infantili e all'alimentazione e alla cura dei neonati;
- servizi per l'età evolutiva;
- mediazione familiare;
- informazione sulle procedure per l'adozione e l'affidamento familiare (in collaborazione con i servizi sociali comunali, cui competono le procedure di adozione e affido dei minori);
- consulenza per la salute della donna in gravidanza in ambito lavorativo;
- prevenzione dei fenomeni di maltrattamento e abuso a danno dei minori e delle donne;
- visite mediche ginecologiche e pediatriche.